# 卡皮特尔沙岩国家公园
卡皮特尔沙岩国家公园（Capitol Reef National Park）又稱圆顶礁国家公园、國會礁脈国家公园，是美國的一座国家公园，位于犹他州中南部，公园成立於1971年，全年开放，9月是游客最多的季节。
卡皮特尔沙岩国家公园保护其色彩斑斓的地球的地质层以及独特的自然文化历史，园内有许多砂岩和巨石，有一些圆形巨石或悬崖具有浅白的颜色及半球形看似美国国会大厦的圆屋顶。公园內同時保有許多當年摩門教移民所建設的房屋。